# Оцінка персоналу за методом 360 градусів
Оцінка персоналу за методом 360 градусів (або кругова оцінка) - це метод оцінки персоналу за компетенціями, коли ділове оточення оцінює співробітника на ступінь відповідності даного співробітника займаній посаді.
Одним з основних завдань методу є визначення ступеня відповідності співробітника висунутим вимогам і виявлення як сильних сторін, так і компетенцій, які розвинені не достатньо, з метою їх подальшого розвитку.

## Історія

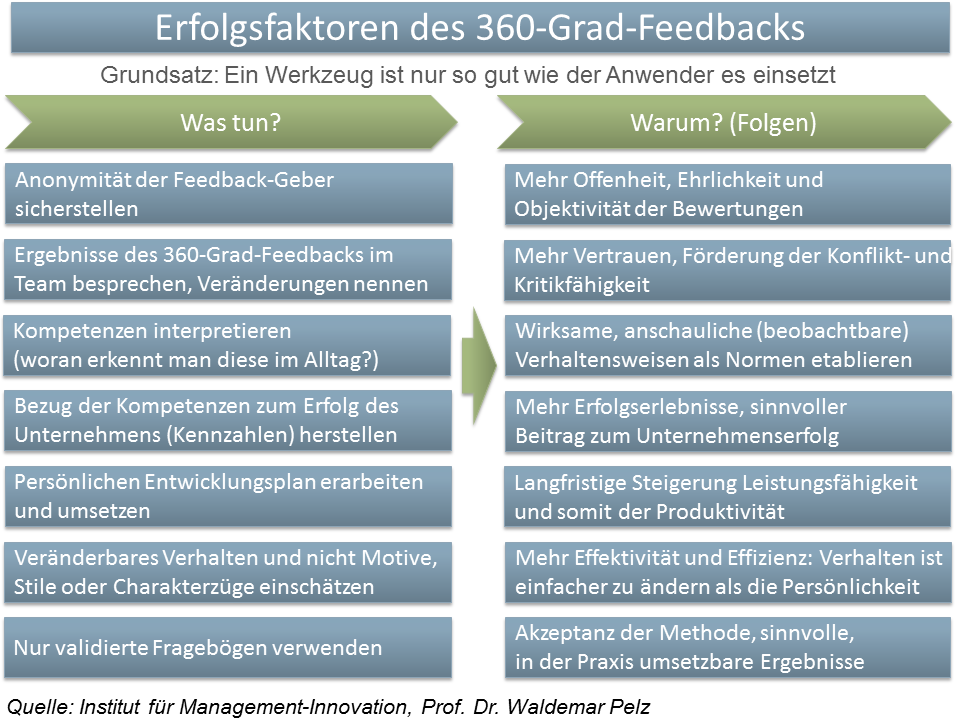

Вперше метод 360 градусів був запропонований Пітером Уордом в 1987 році. Перше визначення, яке він дав цьому методу: "Оцінка 360 градусів - це систематичний збір інформації про роботу індивідуума (або групи), одержуваної від деякого числа осіб, зацікавлених у його роботі, і зворотний зв'язок по ній".
Згодом ця методика знайшла своє активне застосування на Заході в 90-і роки XX-го століття. У 2000-х роках фахівці Східної Європи стали активно використовувати даний інструмент, який на сьогоднішній день є одним з найпопулярніших методів оцінки персоналу. Багато в чому подібна популярність пов'язано з універсальністю методу, який можна ефективно використовувати як на середніх, так і на великих підприємствах будь-якої галузі і спеціалізації [недоступне посилання з липня 2019].

## Опис методу
Сутність методу 360 градусів полягає в тому, що співробітника оцінюють декілька людей із його робочого оточення: керівник, колега, наставник, колега по проекту і т.п. Як правило, кількість оцінювачів становить не менше 4-ох чоловік, що дозволяє уникнути суб'єктивного фактора в оцінці співробітника однією людиною.
При використанні цього методу оцінюються професійні та особистісні компетенції, необхідні для ефективної роботи співробітника на займаній посаді. Часто подібній оцінці передує етап з розробки Карти компетенцій, яка містить в собі ряд ключових компетенцій співробітника і описує їх прояв в роботі.
Подібний метод оцінки дозволяє не тільки оцінити співробітників на відповідність вимогам компанії, але і визначити їхні слабкі сторони. Дана інформація є відправною точкою для розробки як загальної стратегії навчання і розвитку в компанії, так і індивідуальних планів розвитку для кожного окремого співробітника.
Часто метод 360 градусів, крім кругової оцінки ділового оточення, включає також самооцінку, що дозволяє оцінити ступінь відповідності думки співробітника про себе з думкою інших оцінювачів і, тим самим, дати більш повний і корисний зворотний зв'язок.

## Етапи оцінки
Процес проведення оцінки за методом 360 градусів проходить згідно з наступними етапами [www.mental-skills.ru/dict/detail.php?ID=8501]:
1. Визначення компетенцій та критеріїв їх оцінки для кожної оцінюваної посади
2. Розробка анкет для оцінки визначених критеріїв
3. Проведення анкетування серед оцінювачів
4. Збір заповнених анкет
5. Обробка даних
6. Підбивання підсумків та надання зворотного зв'язку оцінюваному співробітникові
7. Розробка планів із розвитку відсутніх компетенцій співробітника

## Особливості проведення оцінки
Для проведення максимально справедливої і правдивої оцінки методом 360 градусів існують наступні правила:
- При проведенні оцінки особливу увагу необхідно приділити підбору групи оцінювачів. Вони повинні бути об'єктивні, мати значний досвід роботи з співробітником, заздалегідь підготовлені і докладно проінструктовані про правила проведення оцінки.
- Сама оцінка компетенцій проходить, як правило, за п'ятибальною шкалою, тому дуже важливо заздалегідь описати в інструкції, який рівень знань або володіння навичкою відповідає кожному балу від 1 до 5. Так у всіх оцінювачів буде однакове уявлення про критерії оцінки.
- Оцінка повинна проводитися анонімно, що дозволить уникнути недостовірних результатів і максимально наблизитися до реальних показників діяльності людини.
- Автоматизуйте процес. Ручне налаштування опитувань і подальший аналіз результатів займає багато часу та пов’язане з ризиком помилок. Натомість використання сучасних інструментів, які автоматично збирають, обробляють та візуалізують дані, значно підвищує ефективність досліджень. Це дозволяє оптимізувати процес, забезпечити високу точність результатів і спростити їх подальше інтерпретування. [1]

## Задачі, які вирішує оцінка 360 градусів
Оцінка 360 градусів не тільки визначає відповідність співробітника вимогам компанії та його сильні і слабкі сторони, але і виконує наступні задачі :
1. Розробка шляхів розвитку професійних і особистісних компетенцій співробітника
2. Надання більшої прозорості у прийнятті рішень стосовно кар’єрного підвищення та звільнення працівників
3. Визначення можливостей для більш ефективного досягнення цілей
4. Відбір співробітників в кадровий резерв компанії
5. Виявлення потенційних лідерів
6. Посилення корпоративної культури
7. Оцінка ефективності існуючої програми навчання і розвитку
8. Поліпшення взаємин і підвищення ефективності роботи команди
9. Коригування стилю управління в компанії та внутрішніх бізнес-процесів, формування культури відкритості та прозорості[1]